# GLU
開放圖形庫工具库（OpenGL Utility Library）是基于 OpenGL 的计算机图形库，缩写GLU 。它由若干基于 OpenGL 库的函数组成，提供比 OpenGL 更高级的绘图方法。GLU 通常随 OpenGL 库一同发行，但是没有在嵌入式版本的 OpenGL 包 OpenGL ES 中实现。
GLU 函数都有 glu 的前缀，比如定义正交投影矩阵的函数就叫 gluOrtho2D。
GLU 规格说明的上一次更新是在 1998 年，所依赖的一些 OpenGL 特性已于 2009 年的 OpenGL 3.1 中废弃。GLU 的规格说明仍然可以在这里（页面存档备份，存于）获取。